# Weaver stance
Pour les articles homonymes, voir Weaver.
 (novembre 2024).
Si vous disposez d'ouvrages ou d'articles de référence ou si vous connaissez des sites web de qualité traitant du thème abordé ici, merci de compléter l'article en donnant les références utiles à sa vérifiabilité et en les liant à la section « Notes et références ».

Soldat du Corps des Marines des États-Unis en position de tir de combat.

La weaver stance ("position de weaver"), du nom de son inventeur Jack Weaver (en), est une position de tir de combat spécifique à l'arme de poing créée et utilisée depuis les années 60.
L'arme est tenue à deux mains, l'axe des épaules de biais par rapport à la ligne de visée, l'épaule faible devant, la forte derrière. Le bras fort est tendu, le faible plié. Les pieds sont écartés, le faible devant, le fort derrière, selon un angle de 45°.
La position est verrouillée, l'ensemble du corps doit se déplacer en cas de mouvement. 
On parle aussi de position de sécurité. Les bras sont verrouillés, mais relâchés, l'arme est pointée vers le sol.
Mondialement reconnue et adoptée par l'ensemble du personnel étant soumise à l'utilisation des armes de poing, cette position permet de bons résultats en situation de combat.
Auparavant, les méthodes de tir, élaborées systématiquement par des personnes qui n'étaient pas familières au terrain, imposaient l'exécution de mouvement purement cérémoniels nuisant grandement à leur efficacité.
Jack Weaver trouvait plus confortable cette position car étant en surpoids, il reposait son coude sur son ventre. Il devint ainsi sans le savoir l'inventeur d'une position de tir académique dans les écoles de police américaines, puis du reste du monde. L'avantage était d'autant plus important pour les personnes sveltes car offrait une plus petite silhouette. De nos jours et depuis le port systématique du gilet pare-balles par les forces de l'ordre, cette position n'est plus enseignée. Effectivement, se trouvant de trois-quarts, le tireur offre la partie la plus vulnérable du gilet pare-balle au tir ennemi.